# مصحة أركام العقلية: منزل خطير على أرض خطيرة
مصحة أركام العقلية: منزل خطير على أرض خطيرة (بالإنجليزية: Arkham Asylum: A Serious House on Serious Earth) (غالباً ما يتم اختصاره إلى باتمان: مصحة أركام العقلية)، هي رواية مصورة لباتمان كتبها غرانت موريسون ورسمها ديف ماكين. تتبع القصة الحارس باتمان، الذي استُدعي لقمع أعمال شغب جنونية تحدث في مصحة أركام سيئة السمعة، وهو مستشفى للأمراض النفسية يضم أخطر الأشرار الخارقين في مدينة غوثام. في الداخل، يواجه باتمان العديد من أعدائه، مثل الجوكر وتو-فيس وكيلر كروك. بينما يغامر باتمان بشكل أعمق، يكتشف أصل إنشاء المصحة، وتاريخ مؤسسها أماديوس أركام، والغموض النفسي والخارق للطبيعة الذي كان يُطارد القصر.
عند إصدارها، نالت الرواية المصورة إشادة تجارية واسعة النطاق ويعتبرها الكثيرون واحدة من أعظم قصص باتمان في كل العصور، وواحدة من أفضل الأعمال في مسيرة غرانت موريسون. وصفت رواية موريسون وأسلوب ديف ماكين الفني على أنهما أكثر نضجاً وأن الرواية فريدة من نوعها وذات دوافع نفسية وموجهة نحو الرعب لأساطير باتمان والتميز عن أعمال الأبطال الخارقين التقليدية الأخرى. [بحاجة لمصدر] أصبحت الرواية المصورة لاحقاً القصة النهائية لمصحة أركام العقلية، وهي جزء مهم من أسطورة باتمان. تأثرت لعبة الفيديو باتمان: مصحة أركام العقلية -التي نالت استحساناً كبيراً، وهي أول لعبة في سلسلة باتمان: أركام- جزئياً بالرواية المصورة. 

## الحبكة
في الأول من أبريل، يبلغ المفوض غوردون باتمان أن مرضى مصحة أركام العقلية، بقيادة الجوكر، قد استولوا على المنشأة، مهددين بقتل الموظفين ما لم يوافق باتمان على مقابلتهم.  ومن بين الرهائن، الدكتور تشارلز كافنديش، مدير أركام، والدكتور روث آدامز، المعالج النفسي. في المصحة، يكتشف باتمان أن حالة تو-فيس العقلية قد تدهورت نتيجة علاج آدامز؛ التي استبدلت عملة تو-فيس الشهيرة بنرد من ستة جوانب، وبعدها ببطاقات تاروت، ما زاد من عدد الخيارات لديه على أمل ألا يترك أياً من خياراتهِ في النهاية للصدفة. وبدلاً من ذلك، فإن العلاج جعلهُ غير قادر على اتخاذ حتى أبسط القرارات، مثل الذهاب إلى الحمام. 
يجبر الجوكر باتمان على الانخراط في لعبة البحث والاختباء، ويمنحهُ ساعة واحدة للهروب من أركام قبل أن يتم إرسال خصومهِ لمطاردته. في المصحة، يواجه باتمان كلايفيس ودكتور ديستني وسكيركرو وماد هاتر وماكسي زيوس وكيلر كروك. يصل إلى غرفة سرية في الأبراج، حيث يجد كافنديش يحتجز آدامز كرهينة. يكتشف أن كافنديش دبر أعمال الشغب، وقد قرأ باتمان يوميات مؤسس المصحة، أماديوس أركام، وتساءل عن السبب.
في ذكريات الماضي، يتضح أن إليزابيث، والدة أركام المريضة عقلياً، عانت من أوهام تعذيبها من قبل كيان خارق للطبيعة. بعد أن اعتقدت أنها شاهدت المخلوق بنفسه (خفاش)، قتلها أركام لإنهاء معاناتها. لقد حجب الذاكرة ليعيدها بعد أن قام السجين مارتن «ماد دوج» هوكينز باغتصاب وقتل زوجة أركام وابنته. وبسبب الصدمة، تعهد أركام بربط الروح الشريرة لـ «ذا بات» بالشعوذة. قتل هوكينز خلال جلسة العلاج بالصدمة واستمر في مهمتهِ حتى بعد أن سُجن في المصحة الخاصة بهِ، حتى وفاته.
توصل كافنديش إلى الاعتقاد بأنه كان مقدراً لهُ مواصلة عمل أركام. في يوم كذبة أبريل (التاريخ الذي قُتلت فيه عائلة أركام)، أطلق كافنديش سراح المرضى واستدرج باتمان إلى المصحة، معتقداً أنه الخفاش الذي تحدث عنه أركام. يتهم باتمان يدعم الشر في المصحة من خلال جلب المزيد من الأرواح المجنونة إليه وهم يتقاتلون، والذي ينتهي عندما يمزق آدمز حنجرة كافنديش لإنقاذ باتمان.
يكسر باتمان الباب الأمامي للمصحة، معلناً أن السجناء أحرار الآن. يعيد عملة تو-فيس له، موضحاً أن الأمر متروك له ليقرر مصيره بين أيدي السُجناء. يعلن تو-فيس أنهم سيقتلون باتمان إذا سقطت العملة على جانبها المخدوش وتركه يذهب إذا هبطت على الجانب غير المكسور. يقلب العملة ويعلن أن باتمان حر. بينما يودع الجوكر باتمان وتصل الشرطة لاستعادة السيطرة على المصحة، ينظر تو-فيس إلى العملة ويكشف أنها هبطت بالفعل على الجانب المخدوش، ما يعني أنه قرر تجاهلها. يلتفت إلى كومة بطاقات التاروت ويرميها، ويردد مقطعاً من مغامرات أليس في بلاد العجائب: «من يهتم بك؟ أنت لست سوى حزمة من البطاقات».

## المفهوم والتأثيرات
كانت الرواية المصورة أول عمل لغرانت موريسون عن باتمان، ولاحظ لاحقاً أن القصة كان من المفترض أن تكون بداية نسخته الخاصة في ملحمة باتمان.  العنوان الفرعي منزل خطير على أرض خطيرة مأخوذ من المقطع الأخير من قصيدة فيليب لاركين في السطر 55، «الذهاب إلى الكنيسة». 
النص المشروح عبارة عن مادة إضافية مطبوعة على كل رواية مصورة من مصحة أركام العقلية منذ إصدار الذكرى السنوية الخامسة عشر (2005)، وهو يحتوي على نص موريسون الكامل الذي يفكك ويشرح الكثير من الإشارات الرمزية في القصة.تعرض صفحة المقدمة تفاصيل نشأة عمل موريسون الذي بدأ يؤتي ثماره. 
كان موريسون وصديقه جيم كليمنتس مفتونين بفقرات لين وين القصيرة والمثيرة للذكريات المكتوبة عن تاريخ مصحة أركام العقلية في سلسلة (من من) أثناء تطور القصة. وبعد البحث، قرر موريسون استخدام مأساة أماديوس أركام كجزء من القصة التي أراد أن يرويها. تأثر سرد الإثارة في رواية مصحة أركام العقلية بفرانك ميلر ذا دارك نايت ريتورنز وألآن مورس واتج مين، ما ألهم موريسون أن يتخذ موقفه الخاص مع باتمان في المجلات المصورة لأنهُ كان يحب قدرات المؤلفين في سرد القصص لرفع القصص المصورة إلى مستوى أعلى. 

## الموضوعات والأسلوب
تلعب أحداث مصحة أركام العقلية دوراً كبيراً في كيفية إدراك السجناء لجنونهم. كما قال ماد هتر في القصة، «أحياناً أعتقد أن المصحة هي الرأس. نحن داخل رأس ضخم يجعلنا نحلم جميعاً بالوجود». كما وصف المصحة بأنها «زجاج يمكن النظر من خلاله» يُظهر للشخص نفسه الملتوية.
صور موريسون أسلوب سرد القصص في مصحة أركام العقلية لاستخدام إشارات رمزية ثقيلة وأسلوب من السينما الأوروبية؛ كان ينوي الابتعاد عن الأساس الأصلي المستهلك لباتمان وتلك الصورة التي شوهدت في السينما الأمريكية. استخدمت موضوعات الرمزية والرعب النفسي لتصوير كيفية عمل الجنون في إطار مصحة أركام العقلية، بالإشارة إلى لويس كارول وكارل يونج وأليستر كرولي. استخدم نمط الشخصية الأقنومية لدفع القصة إلى الأمام من خلال نظرية التحليل النفسي وكانت نماذج جونغين الأصلية الأكثر تأثيراً.   